# Grande Prêmio da França de 1979
Resultados do Grande Prêmio da França de Fórmula 1 realizado em Dijon-Prenois em 1º de julho de 1979. Oitava etapa do campeonato, esta prova marcou a primeira vitória de Jean-Pierre Jabouille e da equipe Renault na história da categoria, mas para os fãs o grande acontecimento do dia foi um duelo de pilotos considerado o mais sensacional da história: nas últimas voltas, o canadense Gilles Villeneuve, da Ferrari, e o francês René Arnoux, da Renault, duelaram pela segunda colocação da corrida, ultrapassando um ao outro por várias vezes. No fim, Villeneuve chegou em segundo e Arnoux em terceiro.

## Resumo

### O acidente de Patrick Depailler
Nos dias que antecederam ao Grande Prêmio da França, Patrick Depailler sofreu um acidente a 3 de junho enquanto voava de asa-delta. Regatado próximo ao Puy de Dôme na região central do país, foi enviado ao Centro Hospitalar Universitário de Clermont-Ferrand onde diagnosticaram fraturas nas pernas, no tornozelo e em algumas costelas. Contrariado, Guy Ligier lamentou que seu funcionário tenha se exposto a riscos desnecessários e no fim daquele mês anunciou a contratação de Jacky Ickx, vice-campeão de Fórmula 1 em 1969 e 1970 e multicampeão das 24 Horas de Le Mans.
Outra substituição entre os pilotos foi a contratação de Keke Rosberg para substituir James Hunt como titular da Wolf pelo resto do ano, afinal o britânico encerrou a carreira em Mônaco e passou a comentar as corridas de Fórmula 1 ao lado de Murray Walker na BBC.

### Suécia fora do calendário
Previsto para 16 de junho de 1979, o Grande Prêmio da Suécia foi cancelado por falta de patrocínio e desde então a Fórmula 1 não retornou ao país. Influíram nessa decisão as mortes de Ronnie Peterson em 11 de setembro de 1978 após um acidente no Grande Prêmio da Itália e de Gunnar Nilsson a 20 de outubro daquele ano vítima de câncer nos testículos.

### Treinos oficiais
Já na sexta-feira o desempenho do modelo Renault RS10 fazia do conjunto francês o favorito para os treinos oficiais vindouros quando, de fato, Jean-Pierre Jabouille e René Arnoux capturaram a primeira fila no dia seguinte à frente de Gilles Villeneuve e sua Ferrari e de Nelson Piquet, da Brabham, deixando Jody Scheckter, o líder do campeonato, em um discreto quinto lugar com o outro carro de Maranello num treino onde o tempo oscilava entre frio, vento e calor esporádico. Menos satisfeito estava Jacques Laffite com sua Ligier em oitavo lugar, contudo destino pior foi o de Didier Pironi cuja Tyrrell apresentou uma falha nas rodas traseiras pouco antes da entrada da reta e bateu na barreira de contenção. Em meio à balbúrdia, o australiano Alan Jones foi acusado de ultrapassar um adversário sob bandeira amarela e teve cassada a volta que poderia render um lugar nas primeiras filas à sua Williams, sétimo carro do grid.

### Jabouille consagra a Renault
Não obstante a inédita primeira fila da Renault, foi Gilles Villeneuve quem saiu à frente seguido por Jabouille e Scheckter numa perseguição que durou quatorze voltas até que Arnoux (cuja má largada o fez cair para nono) tomou a terceira posição do sul-africano. Líder da prova, Villeneuve exigia tudo de seu equipamento para salvaguardar a posição que ocupava, entretanto forçava demasiadamente sua Ferrari nas curvas de modo a compensar a grande potência do turbo que impulsionava o carro de seu rival, estratégia ruinosa para os pneus do canadense. De fato Jean-Pierre Jabouille tornou-se líder na quadragésima sétima volta enquanto seu rival ferrarista estava meio minuto adiante de René Arnoux.
A partir de então a diferença pró-Villeneuve foi paulatinamente encurtada até que Arnoux subiu à segunda posição na septuagésima oitava volta, pois àquela altura o bólido do canadense apresentava sinais de desequilíbrio em seu conjunto dada a quantidade de vezes que seus pneus "fritaram" antes daquele momento. Contudo o rendimento de Arnoux também decaíra graças ao rareamento do motor e por isso Villeneuve manteve-se próximo ao rival a ponto de forçar uma ultrapassagem e retomar o segundo lugar na penúltima volta. Brioso, Arnoux partiu para o revide e tocou rodas com Villeneuve por mais de uma vez e nisso ambos trocaram momentaneamente de posições até que o ferrarista firmou-se em segundo lugar e superou René Arnoux por menos de três décimos de segundo. Ao fim da prova os dois abraçaram-se calorosamente nos boxes em reconhecimento ao espetáculo proporcionado ao público. Sobre este dia, Arnoux declarou: "É a melhor memória da minha carreira de piloto de corridas".
Euforia à parte, Jean-Pierre Jabouille cruzou a linha de chegada quinze segundos à frente de Gilles Villeneuve e René Arnoux e com isso tornou-se o primeiro nativo a vencer o Grande Prêmio da França desde Jean-Pierre Wimille em 1948. Cansado, o piloto entrou para a história não apenas por seu primeiro triunfo na carreira, mas também como autor da primeira vitória tanto da equipe Renault, quanto de um carro com motor turbo.
Mesmo fora da zona de pontuação, Jody Scheckter manteve a liderança do campeonato com os 30 pontos de outrora tendo Gilles Villeneuve como vice-líder com 26 enquanto a Ferrari, equipe de ambos, liderava o mundial de construtores com 60 pontos.

## Classificação

### Corrida
| Pos.    | Nº | Piloto                | Construtor         | Voltas | Tempo/Diferença     | Grid | Pontos |
| ------- | -- | --------------------- | ------------------ | ------ | ------------------- | ---- | ------ |
| 1       | 15 | Jean-Pierre Jabouille | Renault            | 80     | 1:35:20.42          | 1    | 9      |
| 2       | 12 | Gilles Villeneuve     | Ferrari            | 80     | + 14.59             | 3    | 6      |
| 3       | 16 | René Arnoux           | Renault            | 80     | + 14.83             | 2    | 4      |
| 4       | 27 | Alan Jones            | Williams-Ford      | 80     | + 36.61             | 7    | 3      |
| 5       | 4  | Jean-Pierre Jarier    | Tyrrell-Ford       | 80     | + 1:04.51           | 10   | 2      |
| 6       | 28 | Clay Regazzoni        | Williams-Ford      | 80     | + 1:05.51           | 9    | 1      |
| 7       | 11 | Jody Scheckter        | Ferrari            | 79     | + 1 volta           | 5    |        |
| 8       | 26 | Jacques Laffite       | Ligier-Ford        | 79     | + 1 volta           | 8    |        |
| 9       | 20 | Keke Rosberg          | Wolf-Ford          | 79     | + 1 volta           | 16   |        |
| 10      | 8  | Patrick Tambay        | McLaren-Ford       | 78     | + 2 voltas          | 20   |        |
| 11      | 7  | John Watson           | McLaren-Ford       | 78     | + 2 voltas          | 15   |        |
| 12      | 31 | Hector Rebaque        | Lotus-Ford         | 78     | + 2 voltas          | 23   |        |
| 13      | 2  | Carlos Reutemann      | Lotus-Ford         | 77     | + 3 voltas          | 13   |        |
| 14      | 29 | Riccardo Patrese      | Arrows-Ford        | 77     | + 3 voltas          | 19   |        |
| 15      | 30 | Jochen Mass           | Arrows-Ford        | 75     | + 5 voltas          | 22   |        |
| 16      | 18 | Elio de Angelis       | Shadow-Ford        | 75     | + 5 voltas          | 24   |        |
| 17      | 35 | Bruno Giacomelli      | Alfa Romeo         | 75     | + 5 voltas          | 17   |        |
| 18      | 17 | Jan Lammers           | Shadow-Ford        | 73     | + 7 voltas          | 21   |        |
| Ret     | 3  | Didier Pironi         | Tyrrell-Ford       | 71     | Suspensão           | 11   |        |
| Ret     | 14 | Emerson Fittipaldi    | Fittipaldi-Ford    | 53     | Motor               | 18   |        |
| Ret     | 6  | Nelson Piquet         | Brabham-Alfa Romeo | 52     | Acidente            | 4    |        |
| Ret     | 1  | Mario Andretti        | Lotus-Ford         | 51     | Freios              | 12   |        |
| Ret     | 25 | Jacky Ickx            | Ligier-Ford        | 45     | Motor               | 14   |        |
| Ret     | 5  | Niki Lauda            | Brabham-Alfa Romeo | 23     | Rodou               | 6    |        |
| DNS     | 9  | Hans-Joachim Stuck    | ATS-Ford           |        | Pneus com problemas |      |        |
| DNQ     | 22 | Patrick Gaillard      | Ensign-Ford        |        |                     |      |        |
| DNQ     | 24 | Arturo Merzario       | Merzario-Ford      |        |                     |      |        |
| Fontes: |    |                       |                    |        |                     |      |        |

## Tabela do campeonato após a corrida
| Pos.    | Piloto            | Pontos |
| ------- | ----------------- | ------ |
| 1       | Jody Scheckter    | 30     |
| 2       | Gilles Villeneuve | 26     |
| 3       | Jacques Laffite   | 24     |
| 4       | Patrick Depailler | 20     |
| 5       | Carlos Reutemann  | 20     |
| Fontes: |                   |        |

| Pos.    | Construtor    | Pontos |
| ------- | ------------- | ------ |
| 1       | Ferrari       | 60     |
| 2       | Ligier-Ford   | 46     |
| 3       | Lotus-Ford    | 37     |
| 4       | Tyrrell-Ford  | 17     |
| 5       | Williams-Ford | 14     |
| Fontes: |               |        |

- Nota: Somente as primeiras cinco posições estão listadas. As quinze etapas de 1979 foram divididas em um bloco de sete e outro de oito corridas onde cada piloto podia computar quatro resultados válidos em cada, não havendo descartes no mundial de construtores.